# 에노키마에촌
에노키마에촌(榎前村)은 아이치현 헤키카이군에 설치되었던 촌이다. 현재의 안조시에 해당한다.